# Lago Greifensee
O  Lago Greifensee  é um lago localizado na Suiça. Localiza-se no cantão de Zurique, cerca de 10 km a leste da cidade de Zurique.